# Ilustración católica
La Ilustración católica fue una variante de la Ilustración con tintes eclécticos, que no deseaba caer en el Laicismo ni el Anticlericalismo irreligioso de sus corrientes más características (como la Ilustración francesa), si no que buscaba lograr concordia con la Iglesia católica en una intento por superar la contraposición rígida entre el pensamiento tradicionalista y ortodoxo con la nueva cultura política de la Modernidad. Serían precedentes para el Catolicismo liberal. 

## Historiografía
El término a nivel historiográfico fue propuesto por Sebastian Merkle en 1908 (historiador alemán de la iglesia, que quería demostrar que la ilustración no era per se un movimiento antirreligioso y antieclesiástico), dado que no estaban formalmente constituidos, pero se detectó la existencia de un grupo de pensadores católicos con características Sincretistas con la ilustración. Previamente los estudios académicos se enfocaban más en el estudio de la Ilustración Protestante (junto a sus críticas a los intelectuales católicos) y por un tiempo estuvo el erróneo consenso académico (como en autores como Jonathan Israel) de que la Ilustración Católica era una farsa y que de hecho era un intento defensivo de modernización o que en realidad servía como baluarte de lucha contra la Ilustración (pues se asumía que el catolicismo era una religión enemiga del progreso por su naturaleza y que únicamente la ilustración tenía el monopolio de como lograr el progreso). Sin embargo, esto ha ido cambiando con el Revisionismo histórico y el comprenderse de mejor manera a la cultura católica (siendo estudiado más seriamente su idiosincrasia, metodologías y dinámicas), así como por hacerse más notorio que las críticas protestantes, como las de Friedrich Nicolai, tenían un sesgo Anticatólico premeditado. Sería así que actualmente ya no se le juzga bajo el criterio de cuando contribuyó al desarrollo de una cultura nacional y secular, o en qué medida se ajustó a su contraparte protestante, solo en cuanto a que buscaran un cambio en todos los ámbitos de la sociedad. También influyo a un mejor estudio las reformas del Concilio Vaticano II, haciendo que la intelectualidad católica sea menos beligerante a la modernidad, y por consiguiente, con este grupo de pensadores (pues anteriormente la intelectualidad católica rechazaba la existencia de una Ilustración Católica por creer que eso asociaría al catolicismo con el agnosticismo y ateísmo de la ilustración original). Desde entonces se ha usado el concepto de un modo Heurístico.
Fue desarrollado en la historiografía hispana por Mario Góngora.

"La “Ilustración Católica” es una tendencia difícil de determinar exhaustivamente por tu gran complejidad, pero no por deja de ser un estilo claramente perceptible. Sucede a la cultura barroca eclesiástica, teniendo su origen en la Francia del siglo de Luis XIV, para desde allí difundirse por toda Europa, en cierta manera paralela y en cierta interrelación con la Ilustración misma y con el clasicismo. Nunca logró imponerse en el centro mismo de la Iglesia, porque los Papas le fueron hostiles -salvo Benedicto XIV de 1740 a 1758-, pero logró vencer en los países católicos de Despotismo Ilustrado, sobre todo en las altas esferas eclesiásticas nacionales. A  partir de la Revolución francesa, el Imperio napoleónico y la Restauración, con toda la nueva configuración ideológica europea resultante, la fuerza de aquella tendencia retrocede totalmente dentro de la Iglesia y se refuerza decisivamente el llamado “ultramontanismo” (…) [esa] constelación denominada “Ilustración Católica” es difícil de reducir. Es un estilo que no se puede definir demasiado precisamente. En el fondo, el rasgo más perdurable es la sustitución de la formación de base latino-escolástica por la formación inspirada en la cultura francesa, en este caso, en la cultura eclesiástica francesa."
Mario Gongora

## Características
Era una corriente filosófica que buscaba conciliar las ideas nuevas del Parti philosophique francés con la herencia religiosa de sus países católicos. Siendo entonces una ideología "católica" que seguía los principios de la ilustración. Sus pensadores buscaban lograr una reforma de la Iglesia e incluso transformar la religión católica, tratando de explicar los Dogmas de la Iglesia católica con terminología moderna para demostrar su Racionalidad. Autores como Bernhard Schneider y Dieter Breuer tienen la opinión de que, más que una corriente filosófica o teológica, era una cultura católica de la Ilustración, en un intento por renovar el espíritu de la Contrarreforma del Concilio de Trento.
Se distinguieron de la filosofía católica ortodoxa (el Tomismo) por haber adoptado ideas condenadas por la iglesia, como el galicanismo, el jansenismo y el regalismo; las cuales los ilustrados católicos hacían pasarlas como si fueran escolásticas (o ellos mismos poseían una confusión doctrinal que les hacía estar convencidos de que eran correctas). Además, de modo heterogéneo y no siempre uniforme, tenían conductas Eclécticas, solían ser críticos a la Iglesia Católica (en cuanto a como estaba constituida y las prácticas de sus miembros), eran moralistas influenciados por el Pietismo (rechazando el laxismo, el atricionismo, y el probabilismo), menospreciaban la Religiosidad popular y las devociones de la iglesia como la del Sagrado Corazón de Jesús (acusando de supersticiosas), se oponían al Barroquismo y Churriguerismo en las iglesias, deseaban una reforma en la oratoria sagrada, practicaban un "biblismo" en su apologética (influenciado por la Sola scriptura protestante) y promovían el Secularismo de la Sociedad política (haciéndoles partidarios del Absolutismo y el Estado moderno contra la Monarquía tradicional y la independencia del Papado sobre los Reyes). Tenían la ilusión de restaurar la pureza del Cristianismo primitivo para "salvar a la Iglesia" del exceso de escolástica, del ultramontanismo y la papolatría (detestando la iglesia jerarquizada, añorando el Episcopalismo contra la "opresión" de Roma a los obispos, rechazando la Doctrina de las dos espadas sobre que la autoridad del papado prevalece en cuestiones temporales sobre la de los gobiernos civiles) que veían causantes de la corrupción política y los abusos económicos en el clero.

"De lo dicho se entiende que esta “Ilustración católica” o “Ilustracion cristiana” conformaba una interpretación moderada de la secularización, tendencia similar al josefinismo austriaco. Además, esta corriente se caracterizó, entre otras cosas, por un profundo respeto al poder del rey a la manera galicana, una defensa de la formalidad litúrgica sobre los cultos populares y una preferencia por la misión parroquial antes que la vida conventual."
Fernán Altuve

Durante el Siglo XVIII, fueron la corriente cultural más influyente entre varias monarquías católicas que practicaron el Despotismo ilustrado. Por Ejemplo:
- Los intelectuales más famosos de la España borbónica (sobre todo en el Reinado de Carlos III) y en Hispanoamérica se volvería la corriente intelectual hegemónica tras ser reprimido el tomismo en las universidades (tras la expulsión de los jesuitas) y haber rechazo a la ilustración convencional de los Enciclopedistas. Su impacto en el mundo ibérico fue el de dar origen al primer Constitucionalismo en España y Portugal (junto a sus excolonias) entre los que añoraban que la Constitución de Cádiz sea un regreso a la "Constitución Medieval" y no una mera imitación de la Revolución francesa. También lo sería el dar algunos fundamentos teóricos para intentar legitimar las Guerras de independencia hispanoamericanas desde un punto de vista conservador.
- En el Imperio Habsburgo llegarían a influenciar en la corte de José II del Sacro Imperio Romano Germánico, y así dando paso al Josefinismo.
- En la Mancomunidad Polaca-Lituana fueron muy relevantes para la realización de la Constitución del 3 de mayo de 1791, poco antes de las Particiones de Polonia.

Referentes de la Ilustración Católica fueron: Jacques-Bénigne Bossuet, Gregorio Mayans, Benito Jerónimo de Feijoo, Gaspar Melchor de Jovellanos, Mariano José de Larra, Jaime Balmes, José Ignacio Moreno, Toribio Rodríguez de Mendoza, Vicente Morales Duárez, José Baquíjano y Carrillo, Hipólito Unanue, Félicité Robert de Lamennais, Jean-Baptiste Henri Lacordaire, Charles de Montalembert, Benjamin Constant de Rebecque, Engelbert Sterckx, John Henry Newman, Lord Acton, Wilhelm Emmanuel von Ketteler, Georg Hermes, Johann Ignaz von Dölinger, Bernard Bolzano, Droste von Vischering, Alessandro Zorzi, Ludovico Antonio Muratori, Antonio Rosmini, Alessandro Manzoni, Vincenzo Gioberti, Niccolò Tommaseo, etc. También se consideró de precursores de la Ilustración Católica a católicos notables en la Filosofía moderna o el Humanismo renacentista, como: René Descartes, Galileo Galilei, Blaise Pascal, Guillermo de Ockham, etc.

## Críticas
Esta clase de intelectualidades recibiría fuerte oposición por parte de la Santa Sede, pues sus ideologías fueron acusados de caer en la heterodoxia (dado que el juicio de la iglesia determino que la ilustración era incompatible con la doctrina católica, consolidándose en la encíclica Inscrutabile diviniae sapientiae de Pío VI en 1775), y muchos referentes suyos serían condenados como Herejes modernistas, con raros casos de rehabilitación (siempre que se retractaran de las ideas ilustradas, o se determinara que fueron Herejes materiales que erraron de buena fe).
Además de la Iglesia Oficial, las Órdenes religiosas como la Compañía de Jesús (con su misión de obediencia al Papa) harían un intenso combate contra los ilustrados católicos, manteniendo la defensa de la supremacía de los sistemas teológicos (Teología política) frente a las secularizaciones de la sociedad. Resaltaron revistas de los jesuitas como la Journal de Trévoux; como también instituciones educativas como el Collège de Louis-le-Grand. Por dicha razón se daría un Antijesuitismo entre los ilustrados.
Se les acusaría de haber provocado en el clero ibero-americano y europeo una fuerte confusión teológica que daría paso a la "Crisis modernista", pues ser una "ilustración moderada" generaría las condiciones para que muchos sacerdotes sean dirigidos hacia el liberalismo (pese a ser una ideología condenada por la Iglesia) y con ello también a las masas de los países católicos, cuyas consecuencias sociológicas serían que haya una mayoría Católicos no practicantes que no reaccionan políticamente ante daños a su fe en la dimensión social (lo cual entonces generó una decadencia del Catolicismo político). Lo cual en última instancia provocó que se ignore a la Metafísica por el Escepticismo Racionalista o el Cientificismo Materialista, y a la Ortodoxia política (Integrismo católico) por las ideologías de la modernidad (Liberalismo, Socialismo, Fascismo, Anarquismo).
A su vez, documentos Reaccionarios como el Manifiesto de los Persas les criticarían a nivel político por no haber captado realmente la "Constitución Medieval" y que con la Constitución de Cádiz solo habrían deformado instituciones tradicionales (como las Cortes o las Leyes Fundamentales del Reino) con las innovaciones Contractualistas del liberalismo que enajenaban al orden social cristiano.
Sus oponentes fueron los miembros de la "Contra-Ilustración", como el Parti dévot o los Tradicionalistas. Por ejemplo: Claude Francois Nonnotte (quien se enfrentó a Voltaire), Jacques-Philippe Lallemant, Michel Le Tellier, Antonio Codorniú, Javier Miranda, Diego de Torres Villarroel, Antonio Zaccaria, Juan Andrés, Rocco Bonola, François Garasse, Lorenzo Ignazio Thjulen, Francisco Gustá, Francisco Masdeu, Augustin Barruel, Lorenzo Hervás, Giacinto Gerdil, Fray Fernando de Zeballos, Fray Antonio José Rodríguez, Vicente Fernández de Valcárcel, Fray Francisco de Alvarado, José Benito Anguita Téllez/Rafael Vélez, Blas Ostolaza, Pío VII, G. K. Chesterton, Hilaire Belloc, etc.